# Sidney Samson
Sidney Samson (Holanda, 2 de outubro de 1981) é um DJ e produtor musical holandês.
Samson começou a discotecar aos 14 anos de idade, dedicando-se ao hip-hop. Mas em 1999 Sidney conheceu o mundo da música eletrônica e começou a trabalhar sério como DJ.
Seu primeiro e mais conhecido single é Riverside, lançado em 2009. Curiosamente, Sidney sampleou ao longo da música um bordão falado pelo rapper Tupac Shakur no filme norte-americano Juice. O single chegou em 8° lugar no Top 40 holandês.
Entre seus muitos remixes, fez cinco de músicas produzidas pelo também DJ e produtor David Guetta. Entre eles, estão I Gotta Feeling (Black Eyed Peas) e Club Can't Handle Me (Flo Rida). Por coincidência, o francês, que começou a discotecar com a mesma idade de Samson, atualmente toca estes dois nas boates.
Atualmente é um dos DJs residentes do clube The Matrixx, em Nijmegen, Holanda.

## Singles

### Como artista principal
| Título                                                                                        | Ano  | Posições em paradas músicais | Posições em paradas músicais | Posições em paradas músicais | Posições em paradas músicais | Posições em paradas músicais | Posições em paradas músicais | Álbum             |
| Título                                                                                        | Ano  | HOL                          | AUS                          | AUT                          | BEL                          | FRA                          | UK                           | Álbum             |
| --------------------------------------------------------------------------------------------- | ---- | ---------------------------- | ---------------------------- | ---------------------------- | ---------------------------- | ---------------------------- | ---------------------------- | ----------------- |
| "What Do You Want Papi" (with Gregor Salto)                                                   | 2007 | 33                           | —                            | —                            | —                            | —                            | —                            | Non-album singles |
| "You Don't Love Me (No, No, No)" (with Skitzofrenix)                                          | 2008 | 32                           | —                            | —                            | —                            | —                            | —                            | Non-album singles |
| "Pump Up the Stereo" (featuring MC Stretch)                                                   | 2008 | 68                           | —                            | —                            | —                            | —                            | —                            | Non-album singles |
| "Today" (featuring Joni)                                                                      | 2008 | 49                           | —                            | —                            | —                            | —                            | —                            | Non-album singles |
| "Riverside"                                                                                   | 2009 | 8                            | 10                           | 50                           | 13                           | —                            | —                            | Non-album singles |
| "Let's Go" (featuring Lady Bee and Bizzey)                                                    | 2009 | —                            | 48                           | —                            | —                            | —                            | —                            | Non-album singles |
| "Riverside (Let's Go)" (featuring Wizard Sleeve)                                              | 2010 | —                            | —                            | —                            | —                            | —                            | 2                            | Non-album singles |
| "Shut Up and Let It Go" (featuring Lady Bee)                                                  | 2010 | 75                           | —                            | —                            | —                            | —                            | —                            | Non-album singles |
| "Fill U Up" (featuring Sicerow)                                                               | 2010 | 49                           | —                            | —                            | —                            | —                            | —                            | Non-album singles |
| "Mutate" (with Lil Jon)                                                                       | 2011 | —                            | —                            | —                            | 80                           | —                            | —                            | Non-album singles |
| "Better Than Yesterday" (featuring will.i.am)                                                 | 2012 | 84                           | —                            | —                            | 45                           | —                            | —                            | Non-album singles |
| "Celebrate the Rain" (with Eva Simons)                                                        | 2014 | 23                           | —                            | —                            | —                            | —                            | —                            | Non-album singles |
| "Escape from Love" (with Eva Simons)                                                          | 2016 | —                            | —                            | —                            | —                            | 69                           | —                            | Non-album singles |
| "—" indica que a gravação não foi incluída nas paradas ou não foi distribuída naquela região. |      |                              |                              |                              |                              |                              |                              |                   |

### Como artista convidado
| Título                                                                                        | Ano  | Posições em paradas músicais | Posições em paradas músicais | Posições em paradas músicais | Posições em paradas músicais | Álbum             |
| Título                                                                                        | Ano  | HOL                          | BEL                          | FRA                          | ALE                          | Álbum             |
| --------------------------------------------------------------------------------------------- | ---- | ---------------------------- | ---------------------------- | ---------------------------- | ---------------------------- | ----------------- |
| "Change Your Life" (Far East Movement featuring Flo Rida and Sidney Samson)                   | 2012 | —                            | —                            | —                            | 91                           | Dirty Bass        |
| "Bubbels" (Yes-R featuring Sidney Samson)                                                     | 2013 | 72                           | —                            | —                            | —                            | Non-album singles |
| "Bludfire" (Eva Simons featuring Sidney Samson)                                               | 2015 | 56                           | 9                            | 38                           | —                            | Non-album singles |
| "—" indica que a gravação não foi incluída nas paradas ou não foi distribuída naquela região. |      |                              |                              |                              |                              |                   |